# Бракањоли (Тренто)
Бракањоли је насеље у Италији у округу Тренто, региону Трентино-Јужни Тирол.
Према процени из 2011. у насељу је живело 79 становника. Насеље се налази на надморској висини од 721 м.